# Voi che per li occhi mi passaste 'l core
Voi che per li occhi mi passaste 'l core è un sonetto di Guido Cavalcanti.

## Testo e parafrasi
Testo
e destaste la mente che dormia,

guardate a l’angosciosa vita mia,

che sospirando la distrugge Amore.

E’ vèn tagliando di sì gran valore,

che’ deboletti spiritivan via:

riman figura sol en segnoria

e voce alquanta, che parla dolore.

Questa vertù d’amor che m’ha disfatto

da’ vostr’ occhi gentil’ presta si mosse:

un dardo mi gittò dentro dal fianco.

Sì giunse ritto ’l colpo al primo tratto,

che l’anima tremando si riscosse

veggendo morto ’l cor nel lato manco.»
Parafrasi
e risvegliaste l’anima che dormiva,

prestate attenzione, curate la mia vita angosciosa, 

che Amore distrugge in sospiri.

Egli, Amore, viene avanti facendo a pezzi, ferendo, con così grande forza

che le mie fragili funzioni vitali (spiriti) svaniscono:
 
rimane in mio potere soltanto l’aspetto esterno

e un po’ di voce che esprime dolore.

Questa forza di Amore, che m’ha distrutto,

è venuta dai vostri nobili (gentili) occhi:

essa mi ha colpito il fianco con una freccia.

Il colpo arrivò così dritto al primo tirare

che l’anima si ridestò tremante,

vedendo il cuore ucciso sul lato sinistro.»

## Analisi
In questo sonetto, Cavalcanti si rivolge direttamente alla donna, descrivendo gli effetti devastanti di Amore. Elementi tradizionali nella rappresentazione della passione amorosa vengono ricompresi all’interno di una situazione tragica, determinata da una donna che è presente solo come elemento che innesca il meccanismo angoscioso e la progressiva disgregazione dell’Io.
La precisione lessicale
Le parole che Cavalcanti adopera in questi versi appartengono ai canoni stilnovisti, ma del tutto nuovo è il rigore scientifico con cui egli utilizza i sostantivi. La parola «core», per esempio, che in Guinizelli ha significato generico, va qui intesa anzitutto nel suo esatto significato fisiologico. Questa precisione terminologica risponde all’esigenza di oggettivare il sentimento amoroso: l’intenzione del poeta non è quella di esprimere in modo generico la propria passione amorosa, ma di analizzarla, dandole una vera e propria concretezza visiva.

## Struttura metrica
il sonetto (tutti endecasillabi) ha uno schema metrico ABBA-ABBA;CDE-EDC. Le rime C-E sono in assonanza.